# Paropesia nigra
Paropesia nigra là một loài ruồi trong họ Tachinidae.